# Wordle
Wordle je preprosta spletna besedna igra, ki jo je razvil ameriški programer Josh Wardle in jo objavil na svoji spletni strani oktobra 2021. Naloga igralca je, da z vnašanjem črk v pripravljena polja ugane petčrkovno angleško besedo, za kar ima šest poskusov, vsak poskus pa mora biti veljavna angleška beseda iz igrinega slovarja. Wordle po vsakem poskusu označi črke z barvnimi kodami: siva pomeni, da neke črke ni v iskani besedi, rumena, da je črka na drugem položaju, zelena pa, da je črka na pravem položaju. Beseda se zamenja enkrat na dan, program jo izbere naključno iz nabora približno 2500 bolj znanih besed od približno 12.000 petčrkovnih angleških besed. Če igralec ugane pravo besedo, mu igra izpiše statistiko uspeha in ponudi izpis iz kvadratnih emodžijev v barvah njegovih poskusov, ki ga lahko skopira za deljenje na družbenih omrežjih, sicer pa mu izda pravo besedo. Tako zamisel kot podoba močno spominjata na ameriški televizijski kviz Lingo.
Wardle je igro ustvaril za kratkočasenje sebe in svoje partnerice Palak Shah med pandemijo covida-19, poimenoval jo je z izpeljanko svojega priimka. Kmalu je postala hit med sorodniki, s katerimi jo je delil, zato jo je oktobra 2021 odprl javnosti. Shah je medtem izmed 12.000 besed izbrala njej znane, da izziv ne bi bil pretežak. Proti koncu decembra je nato dodal izpis rezultata, zaradi česar je igra zelo kmalu postala pravi viralni hit med uporabniki Twitterja, saj so barvni kvadratki, ki so jih delili, zbudili veliko radovednosti. Do konca leta je imela po 300.000 dnevnih igralcev, prvi vikend po novem letu pa že dva milijona. Wardle uspeh pripisuje dejstvu, da je reševanje omejeno na eno besedo dnevno, kar pomaga vzdrževati pričakovanje in ne zasiči pozornosti igralcev, hkrati pa zahteva le nekaj minut na dan.
Avtor se po lastnih besedah želi izogniti monetizaciji igre z zahtevanjem plačila za igranje ali prikazovanjem oglasov, iz podobnega razloga ne namerava ustvariti različice za mobilne naprave. Namesto tega se je v katalogih aplikacij za mobilne naprave kmalu pojavilo veliko število klonov in izpeljank, Mnogi so Wordle kopirali v celoti, včasih vključno z imenom, in pričeli služiti s prikazovanjem oglasov. Večino klonov je podjetje Apple v prvi polovici januarja odstranilo iz kataloga svoje trgovine App Store. Med spletnimi kloni je tudi slovenski Besedle.
Wordle je konec januarja 2022 od avtorja odkupila časopisna hiša The New York Times za vključitev v svojo ponudbo miselnih iger za bralce, zaenkrat ostaja brezplačna.